# Olrik
Olrik er en gammel nordtysk patricierslægt, som fra Norge kom til Danmark.

## Historie
Slægten føres tilbage til købmand Hans Oelrichs, der levede i Danzig i slutningen af det 15. århundrede. Begge de danske linjer af slægten kom til Danmark fra Norge.
Fra Bremen kom skipper og købmand Behrend Oelrichs til Norge omkring 1650. Han var oldebarn af ovennævnte købmand. En af hans sønner, Michael Olrich (1660-1710), drev en omfattende handel på Østre Bagholmen, som han efterlod til sønnen Bendt Olrich (1688-1743). Blandt sidstnævntes sønner kan nævnes sognepræst til Askevold Benjamin Olrich (1717-1763), og cand.theol., justitsråd Christian Magnus Olrik (1728-1793), hospitalsforstander og viceborgmester i Helsingør, der var den første af slægten, som fordanskede navnets stavemåde. Han var født i Bergen.

## Benjamin Olrik (Askevold): Den ældre danske linje
Benjamin Olrichs sønnesøns søn, maler, billedhugger og professor Ole Henrik Benedictus Olrik (1830-1890), blev fader til malerinden og væverske Dagmar Olrik (1860-1932), til cand. theol., professor, dr. phil. Hans Thorvald Olrik (1862-1924), til folkemindeforsker og professor Axel Olrik (1864-1917), til højesteretsdommer Eyvind Gunnar Olrik (1866-1934), der er forfatter af talrige afhandlinger i fagtidsskrifter og medredaktør af Nordisk Tidsskrift for Strafferet, til museumsinspektør Jørgen Olrik (1875-1941), til billedhuggeren Povl Benedikt Olrik (1878-1928) og endelig til malerinden Benedicte Olrik, gift Brummer (1881-1974), gift med arkitekt Carl Brummer.
Professor Hans Olrik var fader til sekretær i Søfartsministeriet, senere leder af Statens Skibsregister Asbjørn Olrik (1902-1983), som var fader til arkitekt Hans Henrik Olrik (1932-2002) og grafiker Lisbet Olrik, gift Poulsen (1936-2013), gift med maleren Loui Michael Poulsen, (født 1933).

## Christian Magnus Olriks linje: Den yngre danske (helsingørske) linje
Christian Magnus Olrik, der 1764 til 1791 var forstander for Helsingør almindelige hospital i Karmeliterklosteret og fattigforstander, var fader til hospitalsforstander og kgl. rådmand i Helsingør, justitsråd Holger Ludvig Olrik (1769-1824) og til Vilhelm Mathias Olrik (1780-1833), der var kolonibestyrer i Grønland, senere brændevinsbrænder i København. Begge fik efterkommere.
Af Holger Ludvig Olriks 11 børn skal nævnes Christian Magnus Olrik (1797-1847), der var provst i Tikøb m.m., Jacob Baden Olrik (1802-1875) der blev byfoged og politimester i Helsingør 1833, derefter borgmester i Helsingør 1849-75 samt etatsråd. Han ægtede 1834 Helene Christine Rosenørn (1813-1892). Han var medlem af Den Grundlovgivende Rigsforsamling, senere af Landstinget, efter Sundtoldens ophævelse spillede han en meget betydelig rolle for Helsingør bys opkomst. Endvidere 1. kæmmerer ved Øresunds Toldkammer, konferensråd Hans Hellesen Olrik (1804-1868) samt yngste datter Ludovica Emilie Olrik (1815-1878), der ægtede gehejmekonferensråd Mathias Hans Rosenørn (1814-1902).
Af Jacob Baden Olriks 8 børn blev 6 voksne. Catharina Elisabeth Olrik (1835-1897), der var gift med hofjægermester Poul Christian Stemann til Store Restrup (1823-1855), officer Peder Otto Rosenørn Olrik (1836-1894), birkedommer, cand. jur., borgmester i Køge 1897-1908, etatsråd Holger Ludvig Theodor Olrik (1837-1913),  Paul Christian Stemann Olrik (1840-1903), kgl. dansk konsul i Batavia (Jajarkta, Bali) fra 30/11 1870 til 29/3 1876, siden 1881 prokurist i den københavnske Søassuranceforening, premierløjtnant i Flåden Henrik Gerner Sneedorff Olrik (1841-1876), der fra 5/2 1865 til 4/9 1869 var i fransk Marinetjeneste, hvor han modtog Légion d`honneur som chevalier, hvis søn, kontorchef i Generaldirektoratet for Statsbanerne, cand. jur. Henrik Gerner Sneedorff Benedict Olrik (1876-1949), er forfatter af talrige personalhistoriske afhandlinger, og sognepræst i Dalby og Stubberup Anton Wilhelm Scheel Olrik (1844-1912). Sidstnævntes ældste søn, Jakob Baden Olrik (1881-1959), tog juridisk embedseksamen, blev derefter romerskkatolsk konvertit og studerede teologi i Paderborn og Innsbruck, hvor han blev præsteviet. Han fungerede som pavelig provikar efter biskop Johannes von Euchs død og udnævntes 1922 til Monsignore. Han blev sognepræst for den katolske menighed i Kolding 1923, i Fredericia 1932, i Horsens 1935, præst ved det katolske rekreationshjem Farumgaard 1954. Forfatterinden Ingeborg Olrik (1882-1974) er en datter. Lægen Mogens Olrik f. 1884 stiftede et rejselegat. En yngre søn, cand.theol. et jur. Elias Olrik (1885-1975), der 1909-1914 var lærer for kronprins Frederik (IX) og prins Knud, blev 1920-1929 amtmand over Færøerne, dommer i Helsingør købstad med Kronborg østre birk og Hellebæk birk samt Hørsholm birk 1929, civildommer i Københavns amts søndre og Amager birk 1945-55.
En sønnesøn af Henrik Gerner Sneedorff Benedict Olrik (1876-1949), der som personalhistoriker er kendt som H.G. Olrik, er udviklingsingeniør Henrik-Gerner Olrik (1938-2022), far til billedkunstner og opfinder Balder Olrik (født 1966), der i 2011 havde solgt sin andel af internetvirksomheden Goviral.
Vilhelm Mathias Olrik (1780-1833) var fader til direktør i Den Kongelige Grønlandske Handel Christian Søren Marcus Olrik (1815-1870), som var fader til amtslæge Christian Olrik (1852-1930).
Christian Magnus Olrik (1797-1847) var fader til provst for Sunds Herred Christian Magnus Olrik (1848-1916), til Helene Sophie Olrik (1830-1899), som ægtede justitsminister Nicolai Reimer Rump, (1834-1900), og til sognepræst i Ølgod Jørgen Christian Fenger Olrik (1834-1896), som var fader til maleren Sigurd Olrik (1874-1921) og til arkitekten Jørgen Christian Fenger Olrik (1881-1944).
Provst Christian Magnus Olrik (1848-1916) var fader til underdirektør og overretssagfører Christian Magnus Johannes Olrik (1877-1942).